# Camponotus castanicola
Camponotus castanicola é uma espécie de inseto do gênero Camponotus, pertencente à família Formicidae.